# Nowa Wieś (powiat radziejowski)
Nowa Wieś – wieś w Polsce położona w województwie kujawsko-pomorskim, w powiecie radziejowskim, w gminie Piotrków Kujawski.

## Podział administracyjny
21 lutego 1863 roku miała miejsce bitwa pod Nową Wsią.
W latach 1975–1998 miejscowość należała administracyjnie do województwa włocławskiego. Wieś sołecka – zobacz jednostki pomocnicze gminy Piotrków Kujawski w BIP.

## Demografia
Według Narodowego Spisu Powszechnego (III 2011 r.) liczyła 428 mieszkańców. Jest największą miejscowością gminy Piotrków Kujawski.